# Synolcus minor
Synolcus minor là một loài ruồi trong họ Asilidae. Synolcus minor được Bromley miêu tả năm 1947.